# Forcipomyia rugosa
Forcipomyia rugosa är en tvåvingeart som beskrevs av Chan och Leroux 1970. Forcipomyia rugosa ingår i släktet Forcipomyia och familjen svidknott. Inga underarter finns listade i Catalogue of Life.